# Odontocera josemartii
Odontocera josemartii là một loài bọ cánh cứng trong họ Cerambycidae.